# Cyclamen colchicum
Espèce
Synonymes
- Cyclamen europaeum var. colchicum Albov[1]
- Cyclamen europaeum Albov[2]
- Cyclamen ponticum (Albov) Pobed.[1]
- Cyclamen purpurascens (Albov) Grey-Wilson[2]

Cyclamen colchicum, le Cyclamen de Colchide, est une espèce de plantes à fleurs de la famille des Primulaceae. Il est endémique du sud-ouest du Caucase en Géorgie, où il pousse entre 300 et 800 m d’altitude. Cette espèce se distingue de Cyclamen purpurascens avant tout par ses feuilles plus épaisses et coriaces, nettement cordées et bordées de fines dents cartilagineuses.